# Kampania na Missisipi
Kampania na Missisipi – szereg bitew lądowych i rzecznych o panowanie nad doliną rzeki Missisipi podczas wojny secesyjnej w Ameryce Północnej, trwająca od lutego 1862 do lipca 1863. Kampania zakończona została wraz ze zdobyciem Vicksburga opanowaniem całej Missisipi – w kierunkach od północy i południa – przez wojska Unii. Duże znaczenie w walkach odgrywały rzeczne flotylle okrętów, wspierające wojska lądowe i toczące bitwy na rzece.

## Podłoże
Podczas wojny domowej w USA (wojny secesyjnej) bardzo ważne znaczenie dla obu stron miało panowanie nad rzeką Missisipi. Stanowiła ona jedną z głównych dróg zaopatrzenia i komunikacji między północą a południem kraju, gdyż komunikacja i transport rzeką były znacznie łatwiejsze niż lądem. Wraz z licznymi dopływami, Missisipi stanowiła bardzo dobry układ komunikacyjny, łączący również stany i miasta niepołożone bezpośrednio nad nią. Była ponadto naturalną przegrodą oddzielającą wschodnie i zachodnie stany, przez którą przebiegały szlaki kolejowe i drogowe łączące wschód z zachodem. Po wybuchu wojny domowej stany leżące nad górnym biegiem rzeki opowiedziały się za Unią lub pozostały chwilowo neutralne (jak Kentucky), podczas gdy stany południowe, leżące nad dolnym biegiem i ujściem rzeki (Arkansas, Tennessee, Luizjana i Missisipi), przystąpiły do Konfederacji. Opanowanie rzeki Missisipi przez Unię od północy i południa, wraz z blokadą morską skonfederowanych stanów, zostało przewidziane jako część planu Anaconda, opracowanego przez generała Winfielda Scotta. Pozwoliłoby ono odciąć wschodnie skonfederowane stany od zaopatrzenia z bogatych rolniczych stanów położonych na zachód od rzeki, jak Teksas, Arkansas i Luizjana oraz od ewentualnych dostaw broni z Europy przez Meksyk. Znaczenie rzeki dla obu stron powodowało, że walki o panowanie nad Missisipi i jej dopływami były długotrwałe i zacięte. Strony wykorzystywały podczas nich takie nowoczesne środki i sposoby walki, jak statki i okręty parowe, w tym okręty pancerne, miny rzeczne oraz operacje desantowe. Teatr operacji rozciągał się na około 1100 kilometrów (700 mil), od Mound City w Illinois po Zatokę Meksykańską.

## Bój w delcie Missisipi

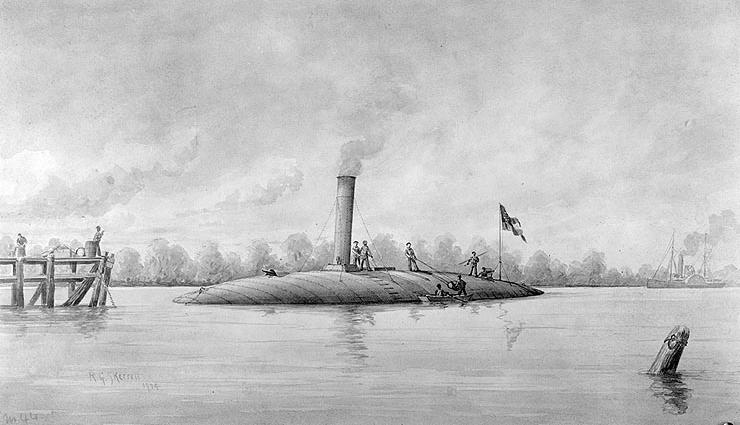
Konfederacki taranowiec CSS „Manassas”

Do pierwszego starcia na Missisipi, niezaliczanego jeszcze do kampanii na rzece, doszło w jej delcie. Od początku wojny Unia rozpoczęła blokadę morską skonfederowanych stanów południowych w celu uniemożliwienia handlu morskiego z nimi.
W nocy z 11 na 12 października 1861 duży parowy slup USS „Richmond”. żaglowy slup USS „Vincennes” i dwa mniejsze okręty Unii, pod dowództwem komandora Johna Pope’a, wpłynęły na wody delty, próbując uniemożliwić żeglugę z Nowego Orleanu.
Jednostki te zostały zaatakowane tam przez konfederacki zespół komodora G. Hollinsa w składzie pancernego taranowca „Manassas”. wspieranego przez sześć kanonierek. „Manassas”. taranując, uszkodził USS „Richmond” i zmusił okręty Unii do odwrotu; sam również doznał uszkodzeń. Podczas odwrotu USS „Vincennes” utknął na mieliźnie. W celu zmniejszenia zanurzenia wyrzucono działa za burtę, co nie odniosło początkowo skutku. Wydany został rozkaz opuszczenia okrętu i wysadzenia go w powietrze, lecz mimo podpalenia lontu, ładunek nie wybuchł; szczęśliwie dla okrętu, który wieczorem udało się zdjąć z mielizny.

## Pierwszy etap kampanii (luty – sierpień 1862)

### Utworzenie Flotylli Zachodniej

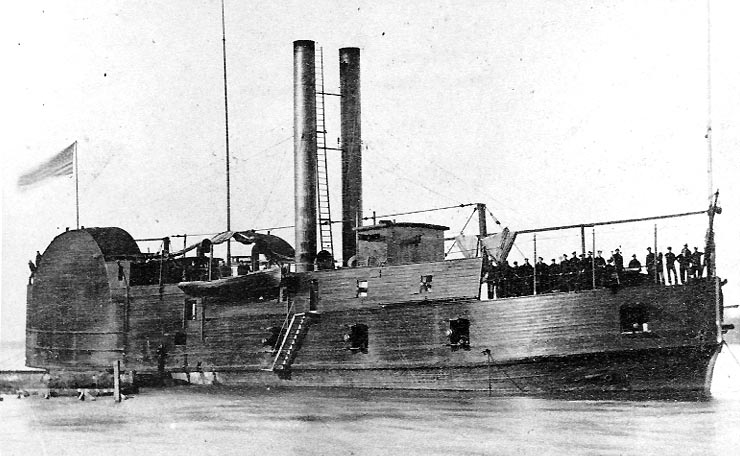
USS „Conestoga” – jeden z 3 podobnych timberclads

Planując opanowanie Missisipi od północy, latem 1861 unioniści rozpoczęli budowę flotylli okrętów do walk na rzece, nazwanej następnie Zachodnią Flotyllą Kanonierek (Western Gunboat Flotilla). Flotylla podporządkowana była armii lądowej, chociaż tworzona była z pomocą Marynarki, a jej dowódcą został we wrześniu oficer Marynarki komodor Andrew Hull Foote. Bazą flotylli stało się początkowo miasto Cairo, u zbiegu rzek Missisipi i Ohio. Pierwszymi jednostkami były trzy kanonierki rzeczne USS „Tyler”. „Conestoga” i „Lexington”. przebudowane z rzecznych statków bocznokołowych, zakupionych w czerwcu 1861, „opancerzone” pięciocalowej grubości warstwą drewna dębowego (tzw. timberclads). Weszły one do akcji w połowie sierpnia 1861, patrolując Missisipi w okolicach Cairo, a zwłaszcza jej istotny dopływ Ohio. 10 września „Conestoga” i „Lexington” uszkodziły w starciu uzbrojony parowiec konfederacki CSS „Jackson” koło Lucas Bend w stanie Missouri. 7 listopada „Tyler” i „Lexington” wsparły trzytysięczne wojska Unii, pod dowództwem gen. Granta, w bitwie pod Belmont w stanie Missouri, zakończonej wycofaniem żołnierzy na transportowce pod osłoną dział tych okrętów.

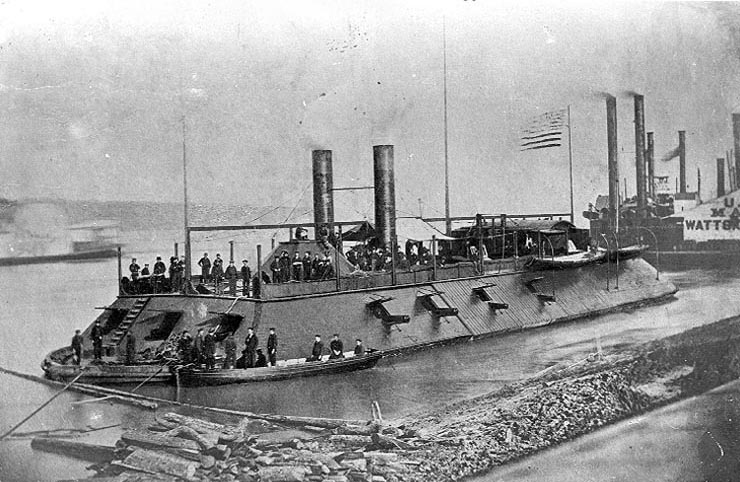
USS „Cairo” – jedna z 7 kanonierek pancernych typu City

Trzon flotylli Unii utworzyło 9 nowych pancernych kanonierek (ironclads), zbudowanych w zakładach stoczniowych Jamesa B. Eadsa w Saint Louis w stanie Missouri i Mound City. Były one w swojej części nadwodnej w całości przykryte drewnianą kazamatą o silnie pochylonych ścianach, częściowo lub całkowicie pokrytych żelaznymi płytami, która jednocześnie chroniła napędzające koło łopatkowe, umieszczone z tyłu. Siedem kanonierek należało do typu City (nazywanego też typem Cairo), o wyporności 512 ton: „Cairo”, „Carondelet”, „Cincinnati”, „Louisville”, „Mound City”, „Pittsburgh” i „St. Louis” (przemianowany we wrześniu 1862 na „Baron de Kalb”). Kanonierki te były chronione pancerzem żelaznym od przodu i jedynie częściowo po bokach, w rejonie kotłów i maszyn. Dwie dalsze jednostki „Essex” i „Benton”. przebudowane z istniejących już statków, były większe. Uzbrojenie standardowych kanonierek stanowiło 13 ciężkich dział odprzodowych, umieszczonych we wszystkich czterech ścianach kazamaty (większość z nich w bateriach burtowych). Okręty te weszły do służby w styczniu i lutym 1862. Część załóg stanowili ochotnicy z armii. Jako pierwsze, 11 stycznia 1862, „Essex” i „St. Louis” stoczyły potyczkę z kilkoma jednostkami konfederackimi koło Lucas Bend w stanie Missouri, lecz bez rezultatów.
Siły konfederatów na Missisipi, z powodu znacznie mniejszego potencjału przemysłowego i możliwości produkcyjnych stanów południowych oraz deficytu żelaza, składały się podczas całej kampanii jedynie z kilku pojedynczych okrętów pancernych oraz pewnej liczby drewnianych, nieopancerzonych i uzbrojonych w nieliczne działa kanonierek i taranowców, przebudowanych ze statków rzecznych, często chronionych warstwową osłoną z grubych desek przetykanych sprasowanymi belami bawełny (tzw. cottonclads). Większość okrętów należała do Floty Obrony Rzeki (River Defense Fleet), podporządkowanej Armii Konfederacji, niewielka liczba należała do Marynarki Konfederacji, stanu Luizjana lub właścicieli prywatnych. Siły te skupione były przede wszystkim w rejonie Nowego Orleanu na południu i „wyspy nr 10”. a następnie Memphis na północy. Z powodu posiadania niewielkiej liczby okrętów na rzece, konfederaci musieli polegać przede wszystkim na fortach i umocnieniach nad jej brzegami, położonych często na trudno dostępnych urwiskach (ang. bluff), górujących nad rzeką i ułatwiających ostrzał okrętów, które były groźne nawet dla okrętów pancernych.

### Walki na rzekach Tennessee i Cumberland

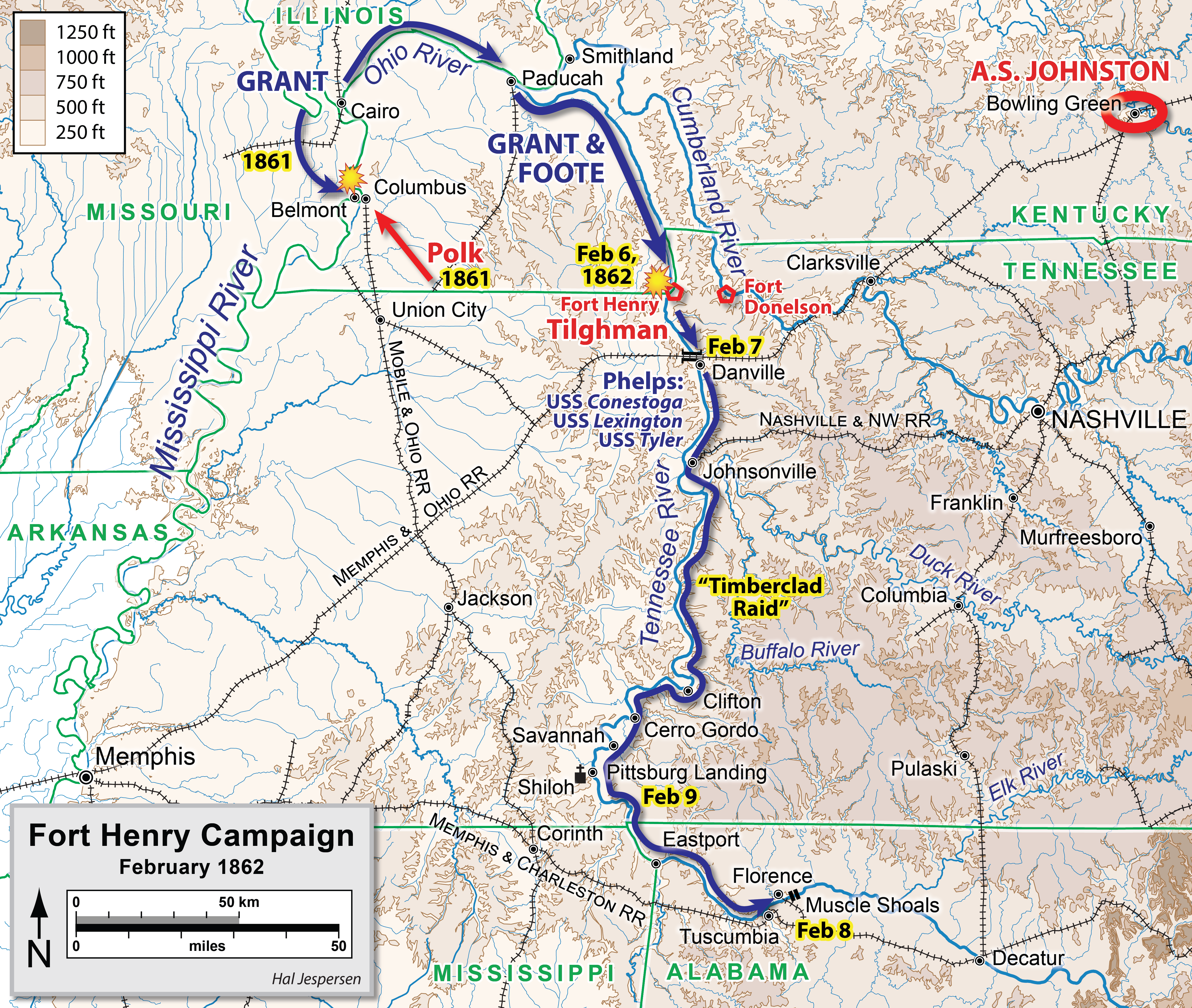
Działania przeciwko fortowi Henry (zaznaczony również Fort Donelson)

Na początku września 1861 konfederaci wkroczyli do neutralnego wówczas granicznego stanu Kentucky, zajmując i fortyfikując miejscowość Columbus nad Missisipi oraz wysunięty na północ węzeł kolejowy Bowling Green. Na skutek tego, stan Kentucky przystąpił do wojny po stronie Unii, a kierunkiem działań Unii stał się graniczący z nim stan Tennessee, w głąb którego wcinały się dwa dopływy rzeki Ohio – rzeki Tennessee i Cumberland. W celu obrony Tennessee, konfederaci ufortyfikowali Fort Henry nad rzeką Tennessee i Fort Donelson nad rzeką Cumberland. W grudniu i styczniu 1862 kanonierki timberclads Unii często wpływały na rzekę Tennessee, prowadząc rozpoznanie pozycji konfederatów.
2 lutego 1862 Zachodnia Flotylla rozpoczęła działania bojowe na większą skalę, wyruszając z Cairo i wpływając z Missisipi na rzekę Tennessee, a następnie atakując 6 lutego umocnienia Fortu Henry siłami 7 kanonierek (4 pancernych: „Essex”. „Carondelet”. „Cincinnati”. „St. Louis” i 3 timberclads). Fort ten był słabo uzbrojony, obsadzony jedynie przez 100 ludzi i 17 armat. Akcja ta miała być przeprowadzona jako połączony atak z siłami lądowymi gen. Granta, lecz wskutek rozmokniętych po deszczach bagnistych gruntów, siły lądowe nie dotarły na czas. Mimo to, po dwugodzinnej wymianie ognia z flotyllą Foote’a, fort poddał się; ogień obrońców z kolei poważnie uszkodził „Essex”. na którym rozbity został kocioł.
Po kapitulacji fortu, trzy drewniane kanonierki pod dowództwem kapitana (Lieutenant) Setha Phelpsa popłynęły w górę Tennessee, rozpoczynając dwustukilometrowy rajd w głąb terenów Konfederacji. Zespół kanonierek dotarł aż do Florence w stanie Alabama, niszcząc po drodze sprzęt wojenny, przybrzeżne zakłady i towary zgromadzone w magazynach, a oddziały desantowe z okrętów niszczyły tory i mosty kolejowe. Zdobyto trzy statki, w tym „Eastport”. będący w trakcie przebudowy na pancerną kanonierkę konfederatów, który po ukończeniu wzmocnił później siły Unii. Sześć dalszych statków spalili konfederaci, nie mogąc ich wycofać.
Po wycofaniu z rzeki Tennessee, flotylla w składzie 4 kanonierek pancernych („St. Louis”. „Carondelet”. „Louisville” i „Pittsburgh”) oraz 2 timberclads („Tyler” i „Conestoga”) została użyta tydzień później do wsparcia ataku na Fort Donelson nad rzeką Cumberland. Fort ten był znacznie silniejszy, obsadzony był przez 15-tysięczny garnizon i znajdował się na wzgórzu na zakręcie rzeki, co powodowało, że kontrolował żeglugę na rzece i zapewniał dogodny jej ostrzał. Już 13 lutego nękający ogień do obrońców prowadziła kanonierka „Carondelet”. a generalny atak nastąpił 14 lutego. Atak flotylli nie przyniósł jednak rezultatów. Podczas intensywnej wymiany ognia z małej odległości wszystkie kanonierki zostały trafione po kilkadziesiąt razy i uszkodzone, a wśród rannych był komodor Foote. „St. Louis” i „Louisville” z uszkodzonymi urządzeniami sterowymi zdryfowały wstecz, w dół rzeki. Pozostałe kanonierki również musiały się wycofać, co zniweczyło zamiar minięcia fortu. Oddziały lądowe gen. Granta zdołały jednak okrążyć fort, odcinając obrońcom drogę odwrotu do Nashville. Próba przedarcia się konfederatów z oblężenia 15 lutego nie powiodła się. Następnego dnia fort poddał się; do niewoli trafiło ok. 10 000 żołnierzy. Po upadku fortu siły Unii kontrolowały rzekę Cumberland na całej długości, niszcząc zakłady metalowe Tennessee Iron Works 16 lutego i zajmując 25 lutego, bez oporu Nashville, przez żołnierzy transportowanych na statkach.

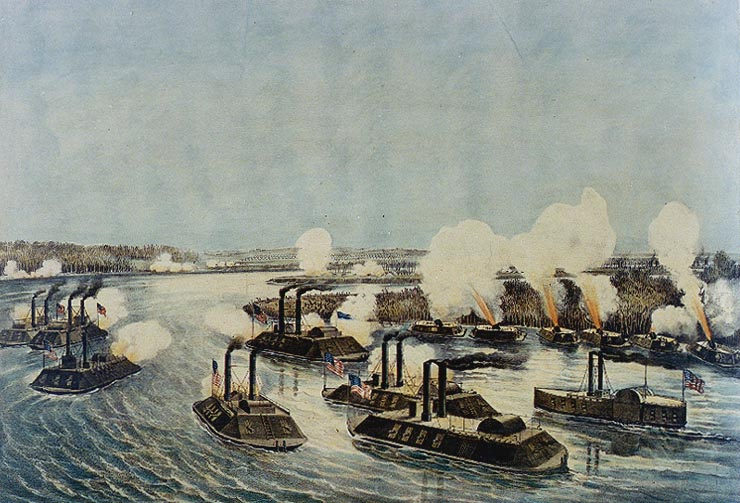
Wizja artystyczna bombardowania wyspy nr 10 przez kanonierki pancerne Unii

Wskutek zwycięstw Unii, w obawie przed odcięciem, konfederaci opuścili bez walki miasto Bowling Green oraz ufortyfikowaną miejscowość Columbus nad Missisipi, przenosząc obronę w dół rzeki na silnie ufortyfikowaną „wyspę numer 10” (Island No. 10) koło miasta New Madrid (była to dziesiąta wyspa w dół rzeki od Cairo, obecnie nieistniejąca). Wyspa leżała na zakręcie rzeki; liczne stanowiska artylerii znajdowały się nie tylko na niej, lecz także na przyległym brzegu. Od 16 marca kanonierki Unii oraz łodzie uzbrojone w ciężkie moździerze ostrzeliwały umocnienia na wyspie, lecz bez większych rezultatów. 4 kwietnia w nocy, w czasie burzy, pancerna kanonierka USS „Carondelet” dokonała śmiałego wyczynu przedarcia się w dół rzeki obok wyspy nr 10. Podjęła następnie patrolowanie na odcinku rzeki opanowanym przez konfederatów. 7 kwietnia wyczyn ten powtórzyła kanonierka „Pittsburg”. co umożliwiło osłonę przeprawy wojsk Unii, pod dowództwem gen. Johna Pope’a, na wschodni brzeg rzeki poniżej wyspy. Wojska te następnie zaatakowały pozycje konfederatów na brzegu od tyłu i odcięły im oraz obrońcom wyspy drogę odwrotu. Wobec zmienionej sytuacji, siły na wyspie nr 10 poddały się.
W tym czasie, 6 kwietnia, drewniane kanonierki „Lexington” i „Tyler”. działające w dalszym ciągu na rzece Tennessee, odegrały dużą rolę w zwycięstwie wojsk gen. Granta w bitwie pod Shiloh, pomagając utrzymać pozycje wojsk Unii nad rzeką.

### Zdobycie Nowego Orleanu
Nowy Orlean był jednym z największych miast Konfederacji, położonym w pobliżu ujścia Missisipi do Zatoki Meksykańskiej. Z powodu braku praktycznych możliwości zaatakowania od strony lądu miasta otoczonego bagnami i rozlewiskami delty Missisipi, jedyne zagrożenie istniało od strony rzeki, której ujście (Head of Passes) odległe było o ok. 200 km od miasta. Dlatego, na około 170. kilometrze w dół od Nowego Orleanu, rzeka chroniona była przez dwa silne forty: Saint Philip na lewym brzegu i Jackson na prawym. Poniżej fortów, na rzece, ustawiono zagrodę z pni drzew oraz zatopionych statków, spiętych łańcuchami. Okręty konfederatów składały się natomiast jedynie z żelaznego taranowca „Manassas” i kilku rzecznych bocznokołowych statków przebudowanych na taranowce cottonclad oraz śrubowej kanonierki morskiej CSS „McRae” i niewykończonej pancernej kanonierki CSS „Louisiana” (bez napędu). Sytuację konfederatów utrudniał brak jednolitego dowodzenia, gdyż oprócz okrętów Marynarki Konfederacji, część okrętów należała do Flotylli Obrony Rzeki (River Defense Fleet) podległej armii lądowej, a dwa do Marynarki Stanu Luizjana.
Na początku 1862 roku unioniści postanowili zdobyć ten ważny ośrodek Konfederacji. Po długich przygotowaniach eskadra okrętów Unii, dowodzona przez komodora Davida Farraguta, wydzielona z eskadry blokującej Zatokę Meksykańską, weszła na przełomie marca i kwietnia na Missisipi. Większym okrętom prawie miesiąc zajęło pokonanie niepogłębianych od wybuchu wojny mielizn przy ujściu. Użyty zespół składał się z 4 dużych slupów USS „Hartford”. „Richmond”. „Pensacola” i „Brooklyn”. dużej kanonierki bocznokołowej USS „Mississippi”. 2 mniejszych slupów („Iroquois” i „Oneida”), kanonierki „Varuna” i 9 niewielkich kanonierek typu Unadilla. Wszystkie były nieopancerzonymi parowymi okrętami pełnomorskimi, o napędzie śrubowym (z wyjątkiem „Mississippi”). Ponadto w skład flotylli wchodziło 20 małych szkunerów uzbrojonych w ciężkie moździerze kalibru 325 mm, holowanych przez parowce i dowodzonych przez komandora porucznika Davida Portera.
18 kwietnia 1862 flota Unii rozpoczęła operację przeciw fortom Jackson i St. Philip ostrzałem z jednostek moździerzowych, zza zakrętu rzeki. Jeden szkuner został zatopiony ogniem obrońców 19 kwietnia. W nocy na 20 kwietnia dwie kanonierki „Itasca” i „Pinola” podjęły, pod ogniem obrońców, próbę przerwania łańcuchów łączących zagrodę, uderzając w nie kadłubami. Próba zakończyła się powodzeniem i w zaporze powstała wyrwa.

Przedarcie się floty Unii koło fortów St. Philip i Jackson, 24 kwietnia 1862

Po pięciodniowym ostrzale fortów przez moździerze, który jednak spowodował jedynie niewielkie zniszczenia, 24 kwietnia przed świtem okręty Unii rozpoczęły przekraczanie zagrody. Na czele płynęła kanonierka USS „Cayuga”. za nią „Pensacola”. „Mississippi” i dalsze jednostki. Mimo ognia obrońców, który był jednak mało celny, część okrętów zdołała przepłynąć przez zagrodę i podejść między forty, ostrzeliwując je z dział obu burt. Do walki przystąpiły nieliczne siły rzeczne konfederatów, skutkiem czego doszło do chaotycznej bitwy na rzece. Pancerny taranowiec CSS „Manassas” uszkodził, taranując, kanonierkę USS „Mississippi” i slup „Brooklyn”. lecz później został trafiony salwą burtową unieruchomionej „Mississippi” i zatonął, płonąc. Flagowy USS „Hartford” z kolei zapalił się po natknięciu się na konfederacki brander, lecz pożar opanowano. Jedyną utraconą jednostką Unii była kanonierka USS „Varuna”. staranowana przez dwa okręty: „Governor Moore” Marynarki Luizjany i CSS „Stonewall Jackson”. Mimo to większość eskadry zdołała minąć forty. Zatopiono lub zmuszono do samozatopienia prawie wszystkie jednostki konfederatów; jedynie dwie schroniły się na krótko pod osłonę fortów (gdzie była też zakotwiczona niewykończona kanonierka pancerna CSS „Louisiana”. służąca jako pływająca bateria dział).
Nie tracąc czasu na zdobywanie fortów, flota Unii podążyła w górę rzeki, docierając 25 kwietnia pod Nowy Orlean. Nie posiadające umocnień miasto poddało się bez oporu; w ten sposób ważny ośrodek Konfederacji i połączenie z oceanem najważniejszej wodnej arterii komunikacyjnej kraju dostały się w ręce Unii. W mieście konfederaci spalili niewykończony okręt pancerny CSS „Mississippi”. 28 kwietnia poddały się osamotnione forty Jackson i St. Philip.

### Działania na północy – Fort Pillow i Memphis
W kwietniu 1862, kiedy na południu trwały walki o dostęp do Nowego Orleanu, 700 km dalej na północ Zachodnia Flotylla posuwała się w dół rzeki. Na drodze stanął jej Fort Pillow w stanie Tennessee, blokujący dostęp do Memphis. Bez wsparcia wojsk lądowych i posiadając niewiele dział stromotorowych, Flotylla nie mogła jednak skutecznie pokonać pozycji położonych wysoko na brzegu. 14 kwietnia jednostki moździerzowe rozpoczęły ostrzał Fortu Pillow. 9 maja nastąpiła zmiana dowództwa flotylli – komodor Andrew Hull Foote, cierpiący z powodu rany odniesionej pod Fortem Donelson, został zastąpiony przez komandora ppor. Charlesa Davisa.
10 maja jednostki Flotylli Zachodniej zostały niespodziewanie zaatakowane pod Fortem Pillow przez 8 taranowców konfederackich (cottonclads) z Flotylli Obrony Rzeki, dowodzonych przez komandora Jamesa Montgomery’ego. W starciu CSS „General Bragg” i „General Sumter” staranowały i zatopiły kanonierkę pancerną USS „Cincinnati”. a CSS „General Earl Van Dorn” i „General Sumter” zatopiły USS „Mound City”. po czym okręty wycofały się pod działa Fortu Pillow, trzy z nich uszkodzone. Taranowanie okazało się skuteczną metodą walki z okrętami pancernymi, lecz obie kanonierki, zatopione na płytkiej wodzie, zostały następnie podniesione i wyremontowane. 4 czerwca Fort Pillow został opuszczony przez konfederatów w obawie przed okrążeniem przez wojska lądowe Unii, które 29 maja zajęły Corinth.

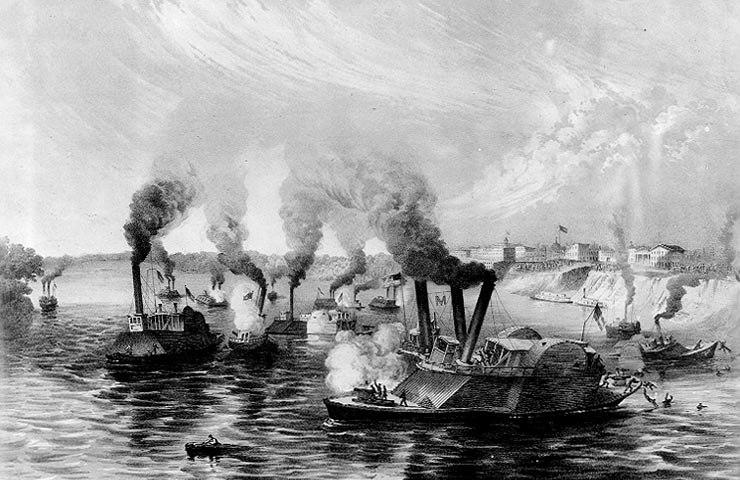
Bitwa pod Memphis

6 czerwca pod Memphis przypłynęło 5 pancernych kanonierek i 5 nowych taranowców Unii (z których aktywny udział w starciu wzięły tylko dwa: „Queen of the West” i „Monarch”). Dostępu do miasta broniło 8 taranowców z konfederackiej Flotylli Obrony Rzeki. W toku godzinnej bitwy, jaka się wywiązała, okręty Unii zatopiły, taranując, 2 okręty (CSS „Colonel Lovell” i „General Beauregard”) i ogniem artylerii 2 dalsze (CSS „General M. Jeff Thompson” i „General Sterling Price”). Następnie podjęły pościg za wycofującymi się w dół rzeki pozostałymi jednostkami, zdobywając dalsze 3 okręty, które zostały osadzone na mieliźnie (CSS „General Bragg”. „General Sumter” i „Little Rebel”). Jedynie CSS „General Earl Van Dorn” uszedł do Vicksburga. Po stronie Unii uszkodzony został jedynie „Queen of the West”. Memphis zostało w tym czasie obsadzone przez oddziały lądowe Północy. Po tej bitwie konfederaci nie zdołali już odbudować flotylli rzecznej.

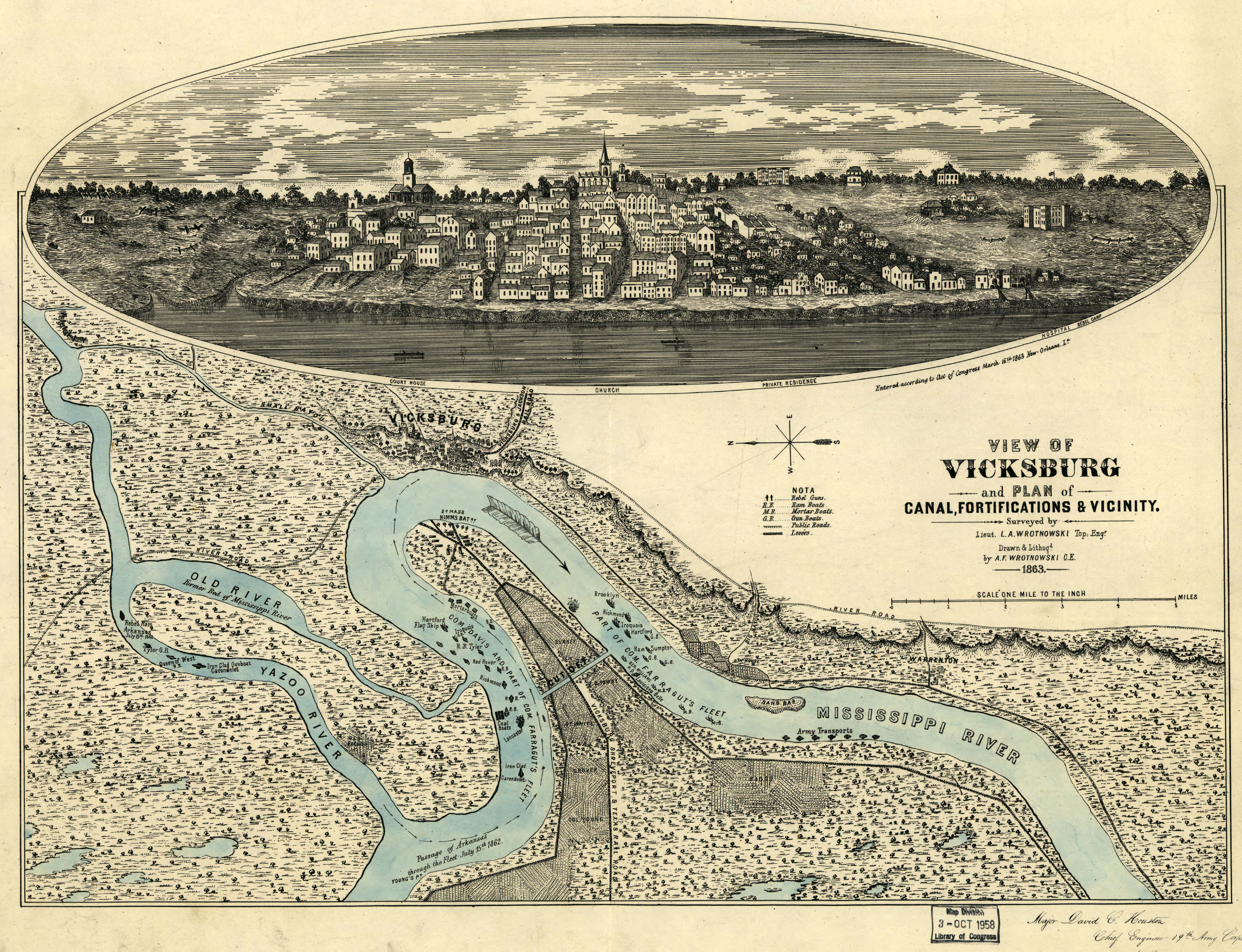
Plan Missisipi koło Vicksburga wraz z niektórymi pozycjami okrętów

### Działania pod Vicksburgiem
Po zdobyciu Nowego Orleanu eskadra morska Farraguta podążyła w górę Missisipi w celu zdobycia Vicksburga – miasta leżącego nad ostrym zakolem rzeki, na jej lewym wschodnim brzegu – stanowiącego jeden z ważnych węzłów kolejowych łączących wschód kraju z zachodem. Po zdobyciu 8 maja miasta Baton Rouge, a 13 maja Natchez, 18 maja czołowe okręty Unii dotarły pod Vicksburg, lecz konfederaci odmówili poddania miasta. Ponieważ siły Unii były zbyt słabe, aby je zdobyć, eskadra komodora Farraguta wycofała się do Nowego Orleanu, gdzie wkrótce jednak otrzymała rozkaz powrotu i opanowania Vicksburga. W międzyczasie jednak konfederaci ufortyfikowali miasto, zaś na skarpie nad rzeką ustawili 90 dział różnego kalibru. Dowódcą obrony został gen. Earl Van Dorn.
Po ponownym dopłynięciu flotylli pod Vicksburg, 28 czerwca 1862 przed świtem rozpoczął się ostrzał miasta i jego baterii nadbrzeżnych, a główne siły flotylli podjęły próbę przedarcia się w górę rzeki. Wprawdzie 8 okrętów zdołało pod osłoną ognia jednostek moździerzowych minąć umocnienia miasta, lecz mimo to miasto nie zostało zdobyte, a jego uszkodzone baterie nadbrzeżne zostały odtworzone.
1 lipca Flotylla Zachodnia, po zdobyciu Memphis, połączyła się od północy z częścią flotylli Farraguta stojącą powyżej Vicksburga. Samo miasto jednak, pomimo trwającego ostrzału, w dalszym ciągu nie było zdobyte i stawało się jasne, że nie zostanie pokonane bez udziału wojsk lądowych.

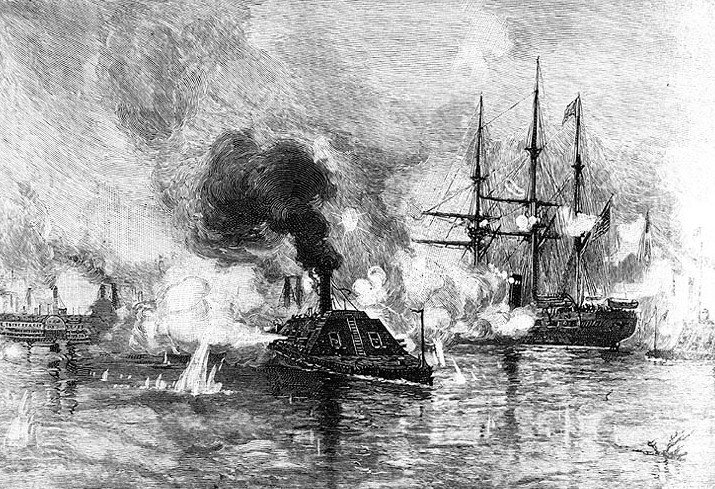
CSS „Arkansas” przepływa obok rzędu okrętów Unii

W tym czasie w mieście Yazoo City nad rzeką Yazoo – lewym dopływem Missisipi, łączącym się z nią tuż przed Vicksburgiem – konfederaci prowizorycznie wykończyli pancerny taranowiec CSS „Arkansas”. 15 lipca zaskoczył on patrolujące w ujściu Yazoo okręty Unii i pomimo rozwijanej małej prędkości poważnie uszkodził pancerną kanonierkę USS „Carondelet”, która osiadła następnie na płyciźnie i zmusił do pospiesznego odwrotu kanonierkę „Tyler” oraz taranowiec „Queen of the West”. Następnie wpłynął na Missisipi i przepływając pod ostrzałem rzędu okrętów Unii, uszkodził ogniem swojej artylerii kilka drewnianych jednostek, po czym sam, również uszkodzony, schronił się pod osłonę dział miasta. W obliczu zagrożenia powodowanego przez okręt pancerny, komodor Farragut przeprowadził tej nocy swoją flotyllę z powrotem poniżej Vicksburga, przechodząc z niewielkimi stratami obok umocnień miasta i ostrzeliwując przy okazji nieskutecznie stojący tam CSS „Arkansas”. Podjęta 22 lipca próba zatopienia go przy pomocy USS „Essex” i „Queen of the West” zakończyła się jedynie jego uszkodzeniem.
24 lipca siły Unii odstąpiły od Vicksburga z uwagi na ich niewystarczającą liczebność, choroby i zmęczenie, a także opadający poziom wód. Eskadra Farraguta (mianowanego w tym czasie kontradmirałem), wzmocniona kanonierką pancerną USS „Essex” i taranowcem USS „Sumter” (dawnym konfederackim CSS „General Sumter”) z Flotylli Zachodniej, odpłynęła w dół rzeki. Sama Flotylla Zachodnia wróciła 550 km w górę rzeki do miasta Helena.

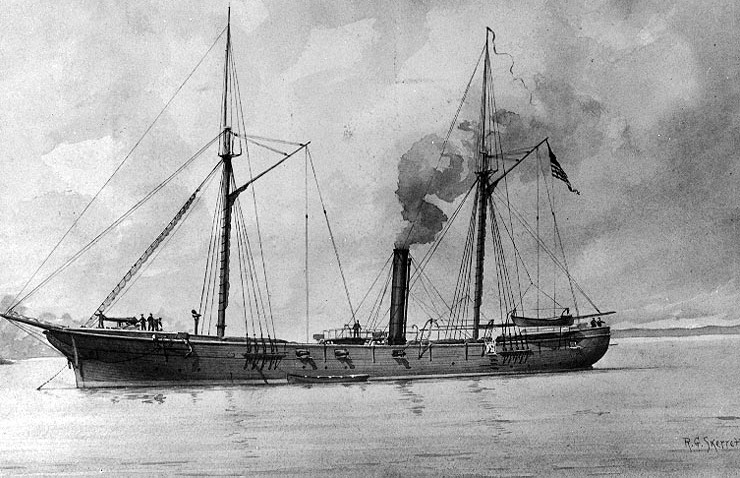
USS „Cayuga”

Południowcy postanowili wykorzystać okazję i opanować miasto Baton Rouge w dolnym biegu rzeki, w celu odzyskania kontroli nad częścią biegu Missisipi. Atak korpusu gen. mjra Johna Breckinridge’a, przeprowadzony 5 sierpnia, miał być wsparty przez CSS „Arkanasas”, który jednak nie nadpłynął na czas wskutek problemów z napędem, powodowanych doznanymi uszkodzeniami. Atak wojsk lądowych Południa na Baton Rouge, pozbawionych wsparcia artylerii okrętowej, został odparty, do czego przyczyniły się kanonierki Unii USS „Cayuga”. „Kineo” i „Katahdin” oraz taranowiec „Sumter”. 6 sierpnia CSS „Arkansas” starł się ponownie z USS „Essex”. lecz wobec doznania podczas starcia awarii maszyny parowej, unieruchomiony „Arkansas” został zatopiony przez własną załogę. Mimo niepowodzenia w opanowaniu Baton Rouge konfederaci osiągnęli swój cel taktyczny, fortyfikując w zamian, położony niedaleko od Baton Rouge w górę rzeki, Port Hudson. W ten sposób opuszczony przez siły Unii spory fragment Missisipi, z ujściem dużego prawego dopływu Red (Red River), ponownie dostał się pod kontrolę Konfederacji, co umożliwiło jej komunikację ze stanami zachodnimi.

## Drugi etap kampanii (sierpień 1862 – lipiec 1863)

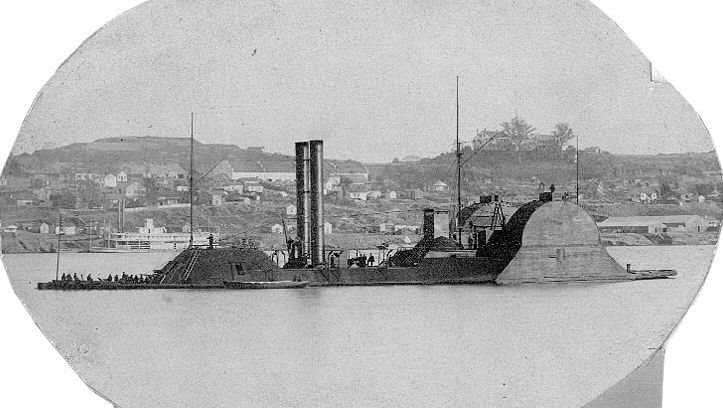
Pancerny taranowiec USS „Choctaw”

Walki pod Baton Rouge uważa się za zakończenie pierwszego etapu walk na Missisipi. Po lekkomyślnej decyzji wycofania się z dużej części Missisipi, stany północne ponownie postanowiły zaatakować Vicksburg większymi siłami. Już 16 sierpnia 1862 okręty i statki transportowe Flotylli Zachodniej rozpoczęły z Heleny ekspedycję, mającą na celu wysadzenie desantów wojska w ważniejszych punktach wzdłuż Missisipi do ujścia Yazoo. 1 października 1862 Flotyllę Zachodnią wyłączono ze struktur Armii (wojsk lądowych) i podporządkowano marynarce wojennej, przemianowując ją na Eskadrę Missisipi. Dowódcą jej został, mianowany tymczasowym kontradmirałem, David Porter. Eskadra składała się teraz z ponad 60 jednostek – dotychczasowych 9 pancernych kanonierek, 6 nowo zbudowanych jednostek tej klasy oraz licznych nowych, lekko opancerzonych kanonierek (tzw. tinclad). Nowo zbudowane kanonierki pancerne USS „Tuscumbia”. „Indianola”. „Chillicothe” i przebudowane ze statków rzecznych pancerne taranowce „Choctaw”. „Lafayette” i „Eastport” różniły się od siebie, lecz wszystkie miały wspólny podobny wygląd, który nadawały im niskie kazamaty pancerne na dziobie i duże, opancerzone tambory bocznych kół łopatkowych. Okrętem sztabowym była kanonierka tinclad USS „Black Hawk”.

### Kampania zimowa
Vicksburg miał być zdobyty przez uderzenie armii gen. Shermana, przetransportowanej rzeką i wspartej przez Eskadrę Missisipi, przy związaniu sił konfederatów przez armię gen. Granta, atakującą z północy przez Holly Springs. Samo miasto było dogodne do obrony, gdyż leżało częściowo wśród bagien i rozlewisk. Okręty Unii przystąpiły do oczyszczania ujścia Yazoo ze znajdujących się tam min morskich, odpalanych elektrycznie. Podczas tej operacji, 12 grudnia, kanonierka pancerna „Cairo” zatonęła wskutek wybuchu miny. Natarcie wojsk Granta zostało powstrzymane przez konfederatów pod koniec grudnia 1862, lecz mimo to Sherman wylądował u ujścia rzeki Yazoo. Siły Unii działały w trudnym terenie, posuwając się, w ulewnym deszczu, wzdłuż pięciu dróg wśród bagien, w kierunku umocnień konfederatów na wzgórzach, wspieranych przez artylerię. 29 grudnia 1862 wojska Shermana, atakujące Vicksburg, pomimo przewagi liczebnej poniosły dotkliwą klęskę pod Chickasaw Bluffs (Chickasaw Bayou) na północnym przedpolu Vicksburga, co spowodowało odwrót sił Unii spod miasta.

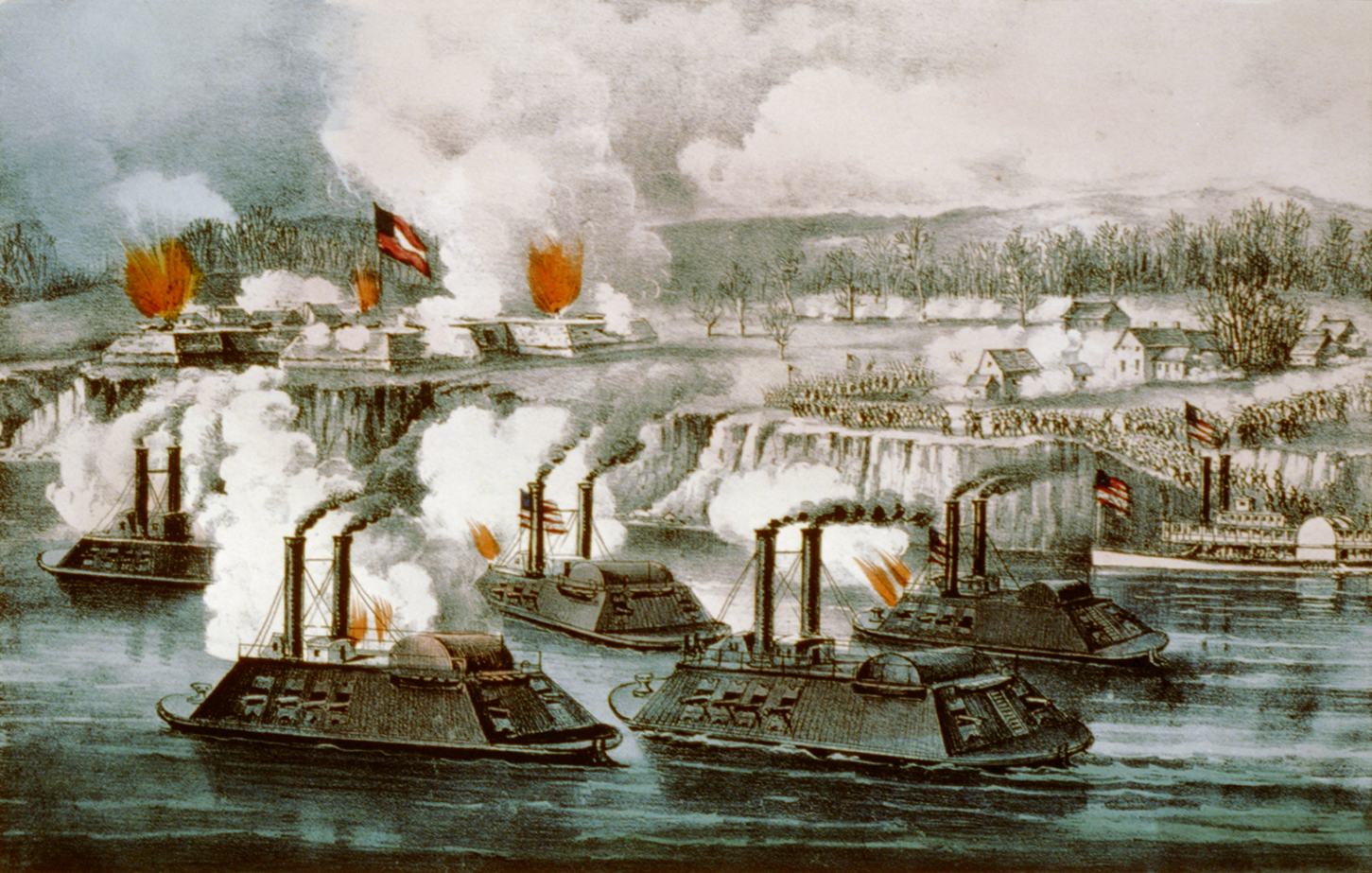
Atak na Fort Hindman, Arkansas Post, 11 stycznia 1863

9 stycznia 1863 Eskadra Missisipi oraz wojsko przetransportowane statkami zaatakowały Fort Hindman (Arkansas Post), leżący nad rzeką Arkansas (dopływem Missisipi). Siły Unii, pod dowództwem gen. Johna McClerlanda, miały zdecydowaną przewagę i operacja zakończyła się 11 stycznia zdobyciem i zniszczeniem fortu i miasta. Okręty wniosły znaczący udział w zwycięstwo, bombardując fort, dysponujący jedynie 11 działami. Przez kolejne dni unioniści niszczyli składy i urządzenia konfederatów nad niebronioną rzeką.
W celu utrudnienia dostaw dla Konfederacji, dostarczanych rzeką Red (Red River), na początku lutego Porter wysłał taranowiec „Queen of the West” na południe, w celu minięcia Vicksburga i dopłynięcia do ujścia Red. Lekko opancerzony drewnem i bawełną cottonclad „Queen of the West” zdołał 2 lutego przejść pod działami miasta, taranując przy tym i poważnie uszkadzając stojący tam statek CSS „City of Vicksburg”. Po minięciu miasta, w ciągu następnych dni, łupem „Queen of the West” padło kilka jednostek transportowych Południa; okręt operował też na rzece Red i jej dopływach. W końcu, 14 lutego, po wejściu na mieliznę i dostaniu się pod ogień artylerii, taranowiec został zdobyty przez konfederatów na rzece Black. Nowa kanonierka pancerna USS „Indianola”. wysłana 13 lutego jego śladem, została z kolei 24 lutego zatopiona na płyciźnie przez zdobyty CSS „Queen of the West” i drugi taranowiec CSS „Webb”. W celu niedopuszczenia do wydobycia i wcielenia okrętu pancernego do służby Południa, kontradmirał Porter wysłał w dół rzeki barkę ucharakteryzowaną na monitor. Podstęp się udał i konfederaci, na wieść o obecności okrętu pancernego, wysadzili wciąż unieruchomioną „Indianolę” w powietrze.

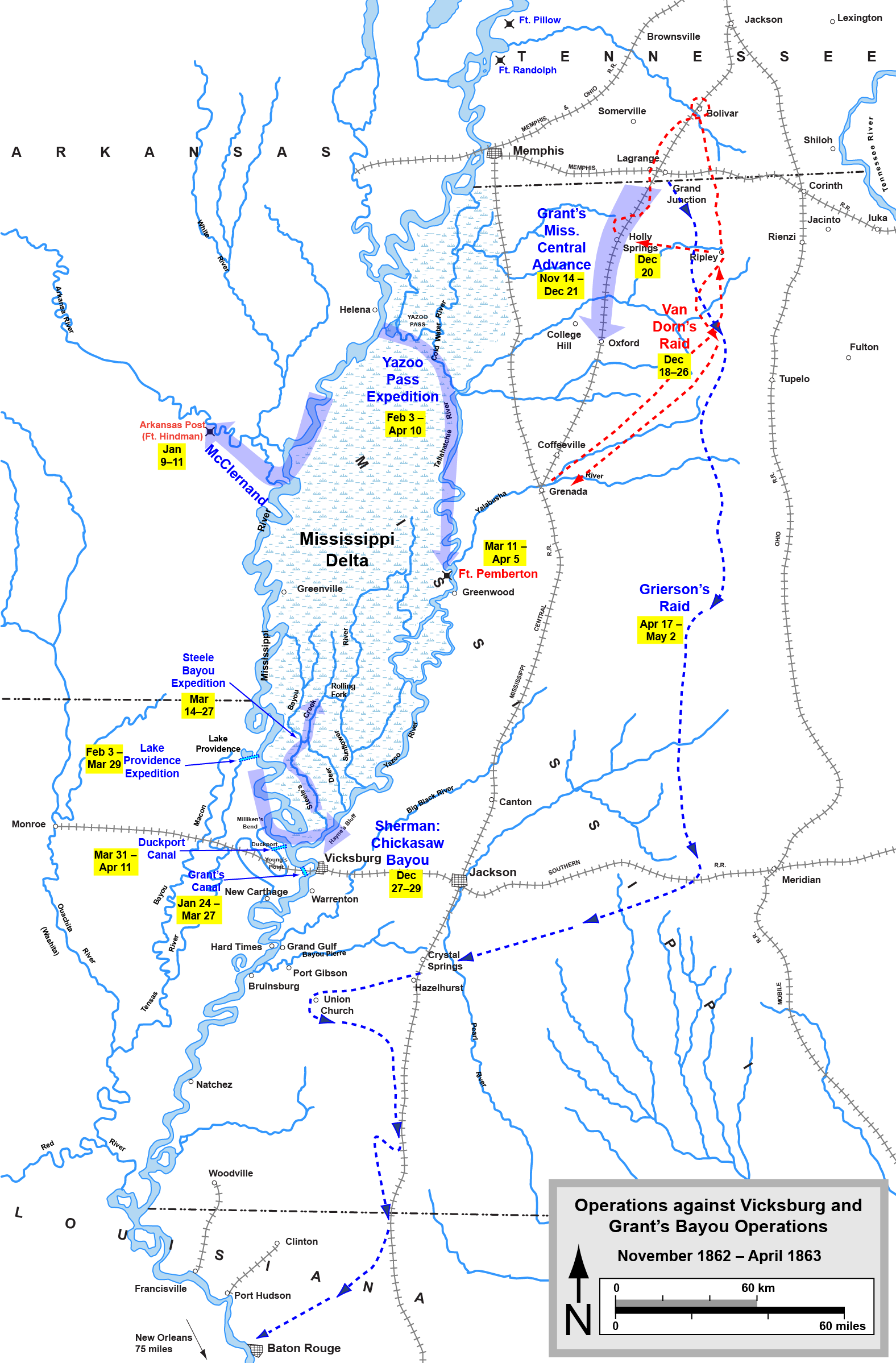
Operacje w okresie listopad 1862 – marzec 1863

### Próby ominięcia Vicksburga
Po niepowodzeniu w zdobyciu Vicksburga, siły Unii podjęły próbę wpłynięcia na rzekę Yazoo „od tyłu”. przez rzeki Coldwater i Tallahatchie, korzystając z nieużywanej i zagrodzonej wałami odnogi Yazoo Pass, łączącej się z Missisipi koło miasta Helena (tzw. Yazoo Pass Expedition). Po wysadzeniu wałów 2 lutego i oczyszczeniu kanału, zespół pod dowództwem kmdr. ppor. Watsona Smitha, w składzie dwóch kanonierek pancernych („Chillicothe” i „Baron de Kalb”) i 8 lżejszych okrętów oraz 13 transportowców z ok. 6000 żołnierzy, wpłynął 25 lutego na wody odnogi. Żegluga po wąskich, zarośniętych i nieoczyszczonych rzekach, często tarasowanych przez konfederatów grubymi drzewami, była bardzo wolna, a okręty doznawały uszkodzeń. W połowie marca dalsza żegluga po Tallahatchie została zablokowana przez zbudowany naprędce przez południowców Fort Pemberton, koło miasta Greenwood, blisko połączenia rzeki z Yazoo. Wobec nieskutecznych ataków na fort 11, 13 i 16 marca, podczas których kanonierki pancerne doznały uszkodzeń, ekspedycja zawróciła, ostatecznie wycofując się z Yazoo Pass przed początkiem kwietnia.
W obliczu niepowodzeń ekspedycji Yazoo Pass, 14 marca flota podjęła alternatywną próbę wpłynięcia na Yazoo poprzez rozlewiska Steele, łączące się z Missisipi na północ od Vicksburga. W skład ekspedycji, dowodzonej przez samego kadm. Portera, weszło 5 kanonierek pancernych (USS „Louisville”. „Cincinnati”. „Carondelet”. „Pittsburg”. „Mound City”) i kilka transportowców. Żegluga przez rozlewiska Steele i Black Bayou, następnie rzeczkę Deer Creek napotykała na jeszcze większe utrudnienia, niż na Yazoo Pass, a drzewa rosnące tuż nad brzegiem uszkadzały nadbudówki statków transportowych. Wkrótce konfederaci zaczęli tarasować rzekę przed i za ekspedycją drzewami i ostrzeliwać okręty ogniem snajperów. W celu wsparcia ekspedycji i uchronienia jej przed realnie grożącym wpadnięciem w ręce konfederatów, generał Grant musiał wysłać wojska lądowe pod dowództwem gen. mjra Shermana. Wobec coraz cięższego położenia Porter postanowił zawrócić, ale nie mógł odwrócić okrętów na wąskiej rzece; płynąc wstecz, również musiały przebijać się przez konfederackie przeszkody. 24 marca ekspedycja powróciła do punktu wyjścia. Jej efektem było jednak zniszczenie lub przejęcie sporej ilości zapasów bawełny i żywności konfederatów.
Oprócz prób wpłynięcia na Yazoo przez rozlewiska na lewym brzegu Missisipi, generał Grant zarządził również zakrojone na dużą skalę prace inżynieryjne na prawym brzegu rzeki. Miały one na celu przekopanie kanału łączącego jezioro Providence, położone w górze Missisipi przed Vicksburgiem, przez sieć rozlewisk i rzeczek, z jej prawobrzeżnym dopływem Red. Miało to umożliwić przerzucenie części floty tą rzeką na południe, z ominięciem Vicksburga, w celu wsparcia ataków na Fort Hudson. Te uciążliwe i mało efektywne prace przerwano jednak w obliczu nowej ofensywy. Ponadto wojsko przekopało kanał po cięciwie zakola Missisipi naprzeciw Vicksburga, pozwalający na ominięcie miasta, który jednak został szybko zamulony przez wezbrane wody rzeki.

### Działania przeciw Vicksburgowi i Port Hudson
Po niepowodzeniach ataków na północy, w marcu 1863 do akcji na rzece ponownie weszła (od południa) eskadra Farraguta, która do tej pory zajmowała się blokadą Zatoki Meksykańskiej. 14 marca w nocy jego eskadra, w składzie trzech dużych slupów („Hartford”, „Richmond” i „Monongahela”), 4 kanonierek i 4 moździerzowców, podpłynęła pod Port Hudson. Ufortyfikowane pozycje konfederatów górowały tam nad rzeką, tworzącą zakręt o silnym nurcie. Obie strony zaczęły ostrzał, w wyniku którego zniszczona została bocznokołowa kanonierka „Mississippi”. a uszkodzonych kilka innych jednostek. Dwa okręty: „Hartford” (z Farragutem na pokładzie) i kanonierka „Albatross” jednak przebiły się w górę rzeki, na odcinek między Fort Hudson a Vicksburgiem, ponownie paraliżując żeglugę konfederatów. 25 marca, w celu wzmocnienia zespołu Farraguta, wysłano z górnego odcinka rzeki na południe dwa taranowce, lecz podczas próby przepłynięcia się koło Vicksburga „Lancaster” został zatopiony, natomiast „Switzerland” przedarł się uszkodzony.

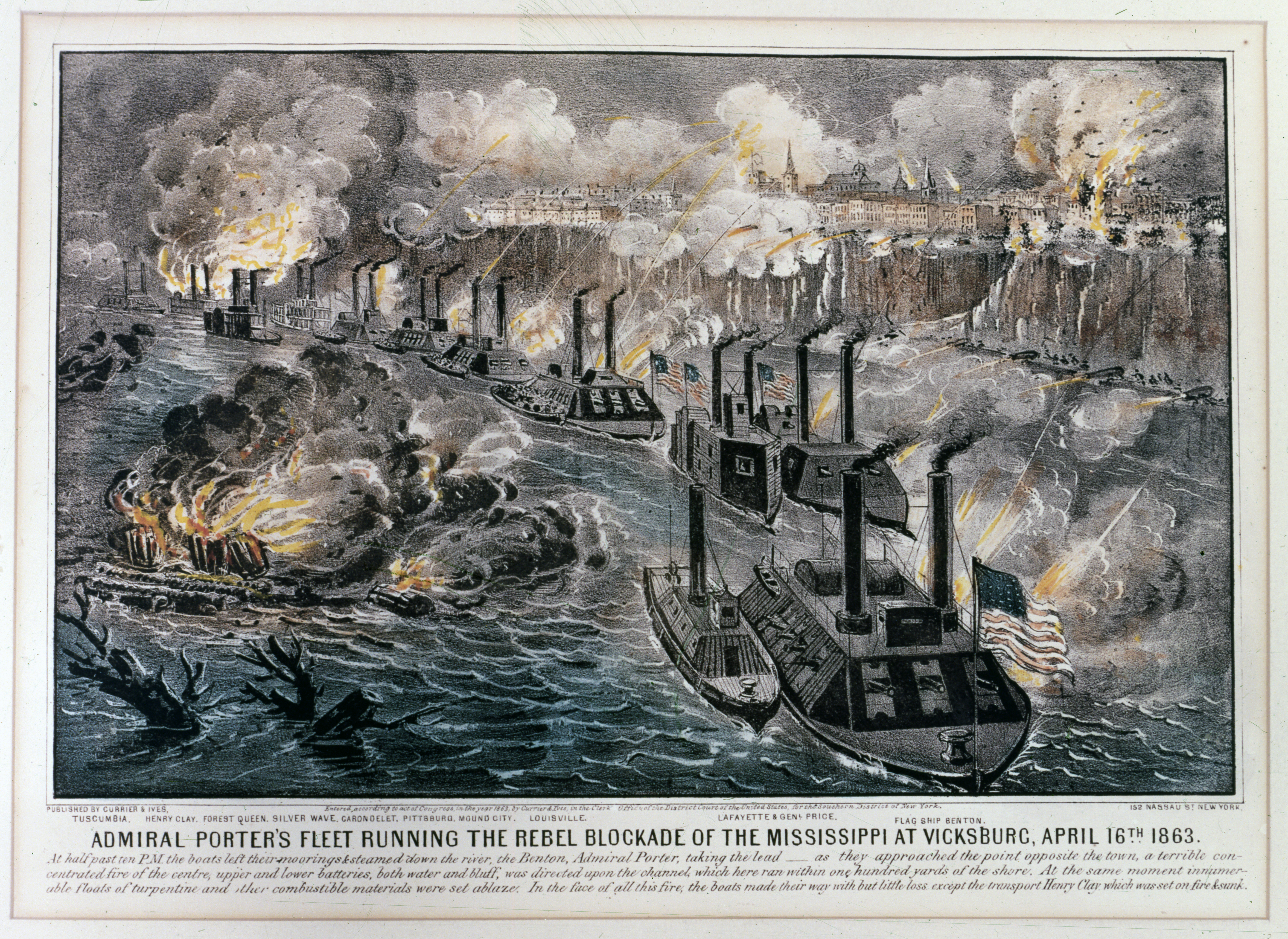
Przejście floty wadm. Portera koło Vicksburga 16 kwietnia 1863

W kwietniu 1863 wojska Unii ponownie podjęły próbę ataku na Vicksburg. Gen. Grant ruszył ze swoją armią na południe, wzdłuż zachodniego brzegu rzeki, mijając Vicksburg znajdujący się na wschodnim brzegu. Jego działania wsparte były przez 7 kanonierek pancernych, które pomyślnie zdołały minąć umocnienia Vicksburga w nocy z 16 na 17 kwietnia („Benton”. „Lafayette”. „Louisville”. „Pittsburg”. „Mound City”. „Carondelet” i „Tuscumbia”). Płynęły z nimi taranowiec i 3 transportowce, z których jeden został zatopiony. Obecność okrętów pancernych na odcinku rzeki poniżej Vicksburga była kluczowa dla wsparcia sił lądowych Unii. 29 kwietnia kanonierki przez kilka godzin ostrzeliwały umocnienia konfederatów pod Grand Gulf, 40 km na południe od Vicksburga, odnosząc przy tym uszkodzenia. Grant natomiast przeprawił się przez rzekę na południe od Grand Gulf, zdobył ten fort 3 maja i ruszył na północ w kierunku Vicksburga.
Jednocześnie, w celu okrążenia miasta i odciągnięcia sił konfederatów od gen. Granta, 29 kwietnia mniejszy zespół floty (z kanonierkami pancernymi „Choctaw” i „Baron De Kalb” oraz tincladami i timbercladem „Tyler”) wszedł na dolną Yazoo. Pod Haynes Bluff, 20 km na północ od Vicksburga, przy wsparciu ogniowym flotylli rzecznej, z 10 transportowców wysadzono żołnierzy pod dowództwem gen. Shermana.
Na uboczu operacji przeciw Vicksburgowi, 4 maja, zespół 3 kanonierek pancernych pod dowództwem samego Portera („Benton”. „Lafayette” i „Pittsburg”), wsparty przez kilka dalszych okrętów i wojsko transportowane statkami z flotylli Farraguta, wpłynął na rzekę Red i wykonał rajd na Fort De Russy, a następnie Alexandrię w Luizjanie, przejściowo opanowując miasto 7 maja i niszcząc urządzenia wojskowe i zapasy. Część okrętów wykonała nadto 130-kilometrowy rajd na rzekę Black (dolny bieg Ouachity – lewego dopływu Red), do Harrisonburga.
18 maja 1863 armie gen. Granta i Shermana połączyły się, otaczając Vicksburg od wschodu. Od 19 maja miasto było pod ciągłym ostrzałem 6 ciężkich moździerzy ze statków. Część flotylli rzecznej, w składzie USS „Baron De Kalb” i „Choctaw” oraz kanonierek tinclad („Linden”. „Romeo”. „Petrel” i „Forest Rose”), ponownie została wysłana na Yazoo, wspierając oddziały lądowe zajmujące ewakuowane przez konfederatów Haynes Bluff. Następnie flotylla ta została wysłana w górę Yazoo, zajmując przejściowo miasto Yazoo City, w którym konfederaci przed wycofaniem zniszczyli budowane okręty i stocznię. Unioniści niszczyli z kolei urządzenia wojskowe i magazyny wzdłuż rzeki Yazoo oraz jej dopływu Sunflower.
22 maja Grant przystąpił do generalnego szturmu na Vicksburg, wspartego od strony Missisipi przez kanonierki pancerne „Mound City”. „Benton”. „Tuscumbia” i „Carondelet”. Wobec zaciętej obrony miasta jednak nie zdobyto; również okręty nie zdołały zniszczyć baterii dobrze umiejscowionych na wysokim brzegu rzeki. Uszkodzenia odniosło przy tym kilka okrętów. Siły Unii rozpoczęły wówczas oblężenie, prowadząc ciągły ostrzał artyleryjski miasta z okrętów oraz 13 dział okrętowych, które zostały umieszczone na pozycjach lądowych. 27 maja, walcząc z bateriami nadbrzeżnymi, została trafiona i zatopiona kanonierka pancerna USS „Cincinnati” (później została podniesiona). Podczas oblężenia okręty wystrzeliły ponad 4500 pocisków. Vicksburg bronił się do 4 lipca 1863, lecz musiał skapitulować z powodu braku żywności i amunicji.
23 maja siły lądowe Unii pod dowództwem gen. Banksa, wsparte flotyllą Farraguta, rozpoczęły również atak na Port Hudson. Artyleria okrętów (slupy „Hartford”. „Richmond” i „Monongahela”. kanonierka „Genesee” i kanonierka pancerna „Essex”) oraz moździerzowce ostrzeliwały przez kilka dni pozycje obrońców. Szturm 27 maja został jednak odparty, podobnie jak szturmy z 11 i 14 czerwca. Dopiero po upadku Vicksburga, 9 lipca Port Hudson skapitulował.
Z chwilą zdobycia Vicksburga i Port Hudson cała Missisipi znalazła się w rękach unionistów. Konfederacja utraciła ważną arterię komunikacyjną, a co ważniejsze, została odcięta od zaopatrzenia i dostaw broni ze stanów zachodnich. Co więcej, rzeka mogła być teraz wykorzystywana dla potrzeb Unii; już 15 lipca dopłynął do Nowego Orleanu pierwszy statek handlowy z St. Louis. W dalszym ciągu jednak Konfederaci kontrolowali tereny nad niektórymi dopływami Missisipi, stąd flotylla rzeczna nadal odgrywała istotną rolę praktycznie do końca wojny. Używana była w dalszym ciągu do patrolowania rzeki, głównie przez kanonierki typu tinclad oraz zwalczania prób dostarczania zaopatrzenia konfederatom.
13 lipca część flotylli ponownie została wysłana na Yazoo i zdobyła miasto Yazoo City, przy czym kanonierka pancerna „Baron de Kalb” wpłynęła na minę i zatonęła. Operacja ta przyniosła kres żegludze konfederackiej na Yazoo i jej dopływie Sunflower. Większość statków Południa została zniszczona w celu uchronienia przed zagarnięciem; nieliczne jednostki schroniły się w górze dopływów Tallahatchie i Yalobusha.
W kwietniu 1864 flotylla rzeczna wzięła udział w kampanii na rzece Red.